# Srđa Popović (aktywista)
Srđa Popović (ur. 1 lutego 1973 w Belgradzie) – serbski aktywista i polityk, założyciel i dyrektor Center for Applied Nonviolent Actions and Strategies (CANVAS), belgradzkiej instytucji prowadzącej szkolenia z prowadzenia protestów za pomocą metod pokojowych.
Srđa Popović urodził się w 1973 roku w Belgradzie, wówczas należącej do Jugosławii. Jego ojciec był reporterem telewizyjnym, a matka prezenterką telewizyjną. Studiował biologię na Uniwersytecie w Belgradzie. W 1998 roku współtworzył ruch studencki Otpor (pol. Opór). Głównym celem ruchu było odsunięcie od władzy Slobodana Miloševicia. Po obaleniu Miloševicia Srđa Popović został deputowanym do Zgromadzenia Narodowego. Mandat sprawował w latach 2000–2004.
W 2004 roku Popović założył CANVAS, organizację szkolącą aktywistów, chcących zaprotestować przeciwko dyktaturom. Podczas rewolucji w Egipcie CANVAS szkolił członków Ruchu 6 Kwietnia, będącej egipskim odpowiednikiem Otporu. Ponadto CANVAS szkolił działaczy m.in. w: Gruzji, Palestynie, Tunezji, Birmie, Zimbabwe, Iranie, Indiach oraz na Białorusi i Ukrainie.
W 2011 roku znalazł się na liście FP Top 100 Global Thinkers. W 2012 roku był nominowany do Pokojowej Nagrody Nobla.